# Панайот Дюлгеров
Панайот Дюлгеров е български актьор.

## Биография
Роден е в Русе. Датата на раждане не е известна. Започва театралната си дейност в театър „Сълза и смях“ през 1893 г. Почива на 27 януари 1906 г. в Русе.

## Роли
По-значимите роли, които играе Панайот Дюлгеров са:
- Кнуров – „Сираче без зестра“ от Александър Островски
- Лотар – „Чест“ от Херман Зудерман[1]